# Rada Ománu
Rada Ománu je dvoukomorový sbor rádců, která nemá zákonodárnou moc, ale konzultuje vládní kroky s ománským sultánem, jímž je v současné době Hajtham bin Tárik. Rada Ománu byla ustanovena vydáním královského dekretu v roce 1997. Skládá se ze Státní Rady (horní komora, arabsky Majlis al-Daula‎) a Poradního shromáždění (dolní komora, arabsky Majlis aš-Šura‎). Členové Státní Rady jsou vybíráni samotným sultánem, členové Poradního shromáždění jsou voleni lidem každé tři roky.